# Phidoloporidae
Phidoloporidae Gabb & Horn, 1862 è una famiglia di briozoi dell'ordine Cheilostomatida.

## Tassonomia
Comprende i seguenti generi:
- Bryorachis Gordon & Arnold, 1998
- Chevron Gordon, 1989
- Crenulatella Sokolover, Taylor & Ilan, 2016
- Dentiporella Barroso, 1926
- Dictyochasma Hayward, 1999
- Fodinella Tilbrook, Hayward & Gordon, 2001
- Hippellozoon Canu & Bassler, 1917
- Iodictyum Harmer, 1933
- Metacleidochasma Soule, Soule & Chaney, 1991
- Phidolopora Gabb & Horn, 1862
- Plesiocleidochasma Soule, Soule & Chaney, 1991
- Pleuromucrum Vigneaux, 1949
- Psammocleidochasma Winston & Vieira, 2013
- Psileschara Busk, 1861
- Reteporella Busk, 1884
- Reteporellina Harmer, 1933
- Rhynchozoon Hincks, 1895
- Schizoretepora Gregory, 1893
- Schizotheca Hincks, 1877
- Sparsiporina d'Orbigny, 1852
- Stephanollona Duvergier, 1921
- Triphyllozoon Canu & Bassler, 1917